# Virgohamna
Virgohamna (en anglès: Virgo Bay) és un assentament abandonat situat a l'illa Danesa, una illa de la costa nord-oest de Spitsbergen, l'illa principal de l'arxipèlag de Svalbard, Noruega. L'assentament duu el nom de SS Virgo, el vaixell d'expedició del 1896 de l'enginyer i explorador Salomon August Andrée.

## Història
Els holandesos van ser els primers a utilitzar Virgohamna com a base la caça de balenes ja el 1633 (potser abans). Els primers habitants d'aquest assentament en fan referència com a "Houcker Bay". El 1662 els vaixells de Harlingen havien trobat poc ús per a l'estació, amb els comerciants de la carta original que ofereixen altres baleners holandesos seu ús per a una determinada taxa. El cirurgià alemany Friderich Martens va visitar la (llavors) estació abandonada el 1671, on es va trobar amb quatre edificis encara en peu ", cosa que, dos eren magatzems, en els altres que habiten". Allí va trobar eines i barrils congelats en el gel. Les excavacions arqueològiques han trobat les restes de cinc edificis i dos dobles-forns pertanyents a l'estació. Una altra estació es troba en Æøya (el nom dels eiders comuns que hi resideixen), una petita illa al costat oriental de la badia.
Va ser aquí, el 1896, que S.A. Andrée va construir la seva casa amb pilota. vents adversos obliguen a Andrée per tornar a casa en el seu primer intent d'arribar al Pol Nord en globus, va tornar a Virgohamna en l'estiu de 1897. Va deixar la badia a principis de juliol en el que seria un intent fatal per arribar al pol.
El 1906, Walter Wellman nord-americà va construir un hangar per a avions i camp base a la badia. L'hangar no es va completar fins a l'agost, el que obliga Wellman per tornar l'estiu següent, on una vegada més va fracassar en el seu objectiu al Pol Nord per la aeronau. Wellman va tornar a Virgohamna un cop més en 1909; que de nou no va poder arribar al pol.